# Witold Mroziewski
Witold Mroziewski (ur. 1 stycznia 1959 w Ełku), polski piłkarz; trener, posiadający państwową licencję PZPN trenera I klasy, upoważniającą do prowadzenia drużyn I i II ligi w Polsce oraz UEFA Pro Licence do prowadzenia zespołów w całej Europie.

## Kariera zawodnika
Karierę piłkarską rozpoczął w 1970 roku w barwach Mazura Ełk. Następnie po ośmiu latach grał w AZS-AWF Biała Podlaska. W 1982 roku przeszedł do Włókniarza Białystok, a rok później w tym klubie zakończył karierę piłkarską.

## Kariera trenerska
Trener Witold Mroziewski rozpoczął swoją przygodę z piłką jako trener w 1983 roku, jako szkoleniowiec Włókniarza Białystok. Osiem lat później przeniósł się do MZKS Wasilków, skąd trafił do pierwszoligowej wówczas Jagiellonii Białystok. Jego następnymi miejscami pracy były zespoły z Brzeska oraz Opoczna. Jednak po kilku latach ponownie objął posadę w Jagiellonii Białystok, która na zakończenie rozgrywek IV ligi zajęła drugie miejsce, dające udział w barażach o III ligę. Kolejny sezon (2000/2001) ponownie spędził w Opocznie, W sezonie 2002/2003 pod jego kierunkiem Jagiellonia Białystok wywalczyła awans do II ligi. W następnym sezonie oprócz utrzymania zespołu w II lidze, dociera z nim do półfinału Pucharu Polski. W kolejnym sezonie utrzymał MG MZKS Kozienice w III lidze. 21 kwietnia 2006 roku przyjął pracę szkoleniowca II-ligowego wówczas Radomiaka Radom. Pod jego kierunkiem radomianom udało się wyjść ze strefy spadkowej. Jednak jego podopieczni przegrali baraże z wicemistrzem III ligi grupy 3. – Odrą Opole. Oba spotkania barażowe zakończyły się remisem 1:1, a o losach barażu zdecydowały rzuty karne, wygrane przez opolan 4:2. Na początku następnego sezonu stracił posadę trenera radomskiej drużyny za słabe wyniki zespołu w III lidze. 1 grudnia 2006 roku został szkoleniowcem Odry Opole, która II-ligowe rozgrywki, edycji 2006/2007, zakończyła na 10. pozycji. Opolski zespół prowadził do dnia 23 października 2006. Następnie w sezonie 2006/2007 w rundzie wiosennej został szkoleniowcem II ligowej drużyny z woj. podlaskiego, ŁKS-u Łomża. Od dnia 16 września 2008 roku do 30 czerwca 2009 był trenerem trzecioligowej Pogoni Łapy. Odszedł z klubu po tym jak utrzymał (po nie przyznaniu licencji ŁKS-owi Łomża na grę w III lidze) Pogoń Łapy w III lidze. Pod koniec 2009 ponownie zostaje zatrudniony jako trener III ligowej Pogoni Łapy. Poprowadzi Pogoń tylko 1 rundę gdyż wcześnie podpisał kontrakt i od nowego sezonu poprowadzi zambrowską Olimpię. 1 lipca 2010 roku został trenerem beniaminka II ligi Sokoła Sokółka. Odszedł z tego stanowiska 28 lipca 2011 roku.